# Compagnie générale française de tramways

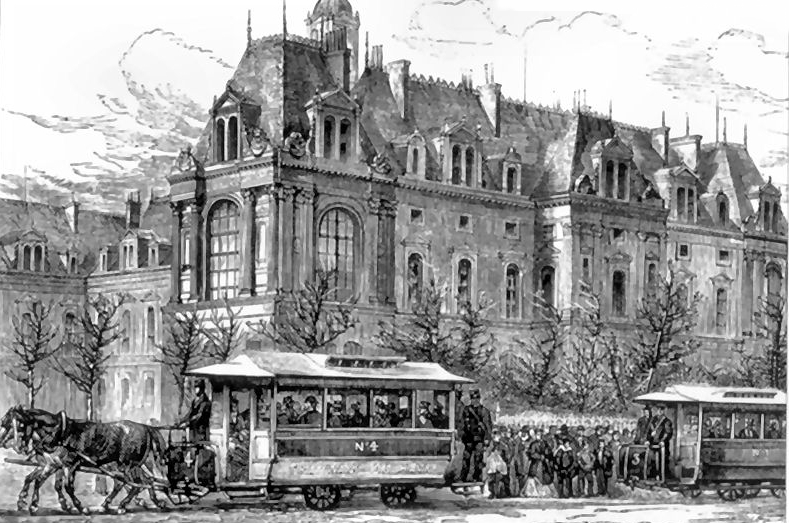
tramway à chevaux de la CGFT au Havre

La Compagnie générale française de tramways (CGFT) est une société anonyme française, constituée le 17 décembre 1875, issue de l'association entre la Banque française et italienne et d'un entrepreneur belge, Frédéric de la Hault. Ses statuts sont déposés le 8 décembre 1875 chez maître Pérard, notaire à Paris. Son siège social se situe à Paris 3 rue Moncey,.
Cette société cotée à la Bourse de Paris est concessionnaire de réseaux publics de tramways. Transformée en 1953 en Compagnie générale française des transports et entreprises (CGFTE), elle est intégrée ensuite dans le groupe Veolia Transport
Par un célèbre arrêt faisant jurisprudence rendu le 11 mars 1910 dans un contentieux opposant la CGFT à l'État à la suite d'une modification du cahier des charges de la concession de l'ancien tramway de Marseille, le Conseil d'État reconnaît le pouvoir de l'administration pour modifier unilatéralement un contrat administratif, à charge d'indemnisation du cocontractant dans la mesure où la modification lui cause un préjudice.
Elle distribue des dividendes chaque année au moins de 1901 à 1924, sauf pendant la période liée à la guerre de 1918-1919. Les données postérieures à 1924 ne sont pas disponibles.

## Les réseaux
La CGFT est concessionnaire du réseau des tramways du Havre (longueur concédée: 56,784 km  en 1928), du réseau de  Marseille (longueur concédée : 179,062 km en 1928), Nancy (longueur concédée : 82,693 km  en 1928) et Orléans (longueur concédée : 26,014 km en 1928), soit, toujours en 1928, un total de 344,553 km de longueur concédée.
Elle a également des intérêts dans le réseau des tramways de Saint-Quentin (longueur concédée : 9,770 km en 1928) et de Cambrai (Compagnie des tramways de Cambrai et de Saint-Quentin), Toulon (longueur concédée : 78,236 km en 1928, exploité par l'intermédiaire d'une filiale la Société des tramways du Var et du Gard) ainsi qu'en Tunisie avec sa filiale créée en 1903, la Compagnie des tramways de Tunis (CTT), dont le réseau longueur concédée : 108,477 km en 1928. Les réseaux concédés aux filiales de la CGFT avaient une longueur de 196,483 km en 1928.

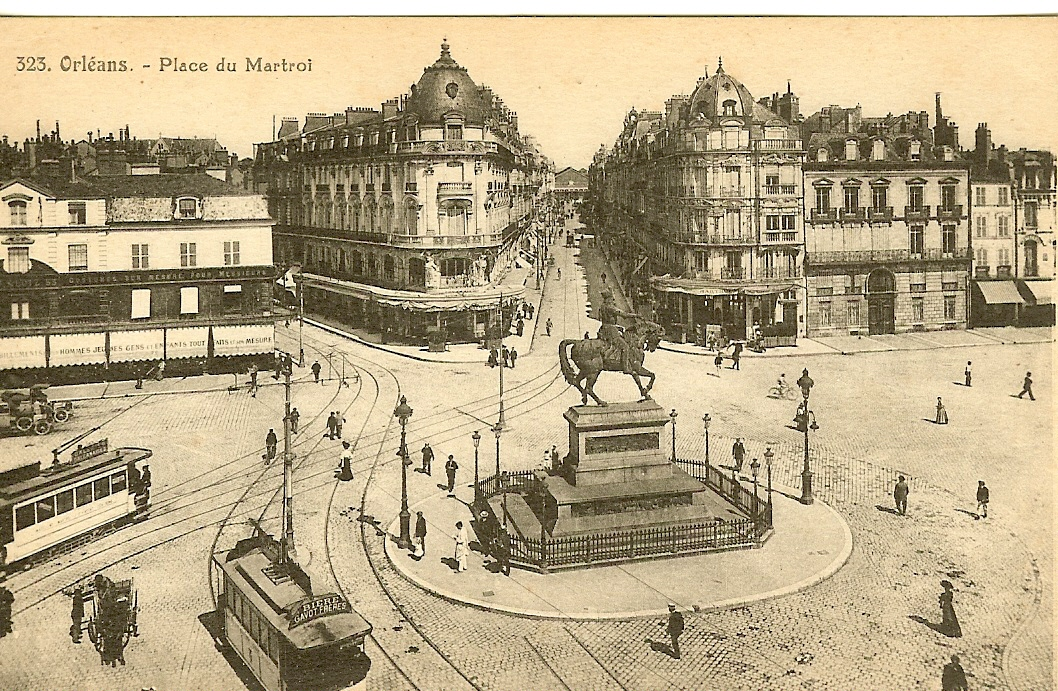
L'ancien tramway d'Orléans fut exploité par la CGFT